# Abodritas
Los abodritas u obodritas (en alemán: Abodriten, en polaco: Obodrzycy) fueron una confederación de tribus eslavas occidentales de la Edad Media emplazadas en el territorio de los actuales estados de Mecklemburgo y Holstein en el norte de Alemania (véase eslavos polabios). Durante décadas fueron aliados de Carlomagno en sus guerras contra los sajones germánicos y los veleti eslavos. En 798 los abodritas, gobernados por el príncipe Drasco (Drożko, Draško o Thrasco), derrotaron a los sajones en la batalla del río Sventana. Los sajones, que todavía eran paganos (los nordalbingios), fueron dispersados por el emperador, y la parte de su antiguo territorio en Holstein al norte del Elba fue concedida a los abodritas en 804 como recompensa por su victoria. Esto, sin embargo, se revirtió pronto por la invasión de los daneses.

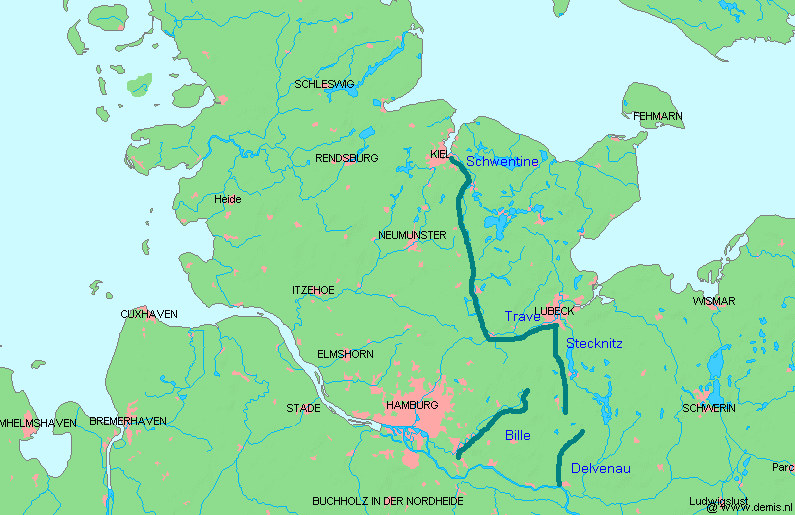
El Limes Saxoniae formando la frontera entre los sajones al oeste y los abodritas al este.

El Geógrafo Bávaro, un documento medieval anónimo recabado en Ratisbona en 830, contiene una lista de las tribus de la Europa centro-oriental al este del Elba. La lista incluye a los Nortabtrezi (abodritas) con 53 civitates. Adán de Bremen se refiere a ellos como los Reregi debido a su lucrativo emporio comercial Reric. Al igual que otros grupos eslavos, fueron frecuentemente descritos por fuentes germánicas como wendos.
Las principales tribus de la confederación abodrita fueron:
- Los abodritas propiamente dichos (desde la Bahía de Lübeck hasta el Lago de Schwerin).
- Los wagrios (este de Holstein y parte de Sajonia).
- Los warnabos (Warnow superior y Mildenitz).
- Los polabios propiamente dichos (entre el Trave y el Elba).

Otras tribus asociadas con la confederación:
- Los Linones cerca de Lenzen.
- Los Travnjane cerca del Trave.
- Los Drevani en Wendland y el norte de Altmark.

Como aliados de los reyes carolingios y del imperio de sus sucesores otonianos, los abodritas combatieron desde 808 hasta 1200 contra los reyes de Dinamarca, quienes deseaban dominar la región báltica independientemente del imperio. Cuando surgió la oportunidad, en este caso por la muerte de un emperador, intentaron hacerse con el poder, y en 983 Hamburgo fue destruida por los abodritas al mando de su rey Mistivoi. En ocasiones recibían tributos de los daneses y sajones. Bajo el liderazgo de Niklot, resistieron un asalto cristiano durante la cruzada de los wendos (1147).
Misioneros alemanes, tales como San Vicelino, convirtieron a los abodritas al cristianismo. En 1170 admitieron el protectorado del Sacro Imperio Romano Germánico, encabezando la germanización y asimilación en los siguientes siglos. Sin embargo, hasta ya el siglo XV tardío la mayoría de los aldeanos del área abodrita seguían hablando dialectos eslavos (lengua polaba), aunque posteriormente su idioma fue desplazado por el alemán. El idioma polabo sobrevivió hasta comienzos del siglo XIX en lo que hoy es el estado federado alemán de Baja Sajonia.
Algunos de los abodritas también migraron al sur y se asentaron en la Llanura panónica, donde el condado de Bács-Bodrog del Reino medieval de Hungría fue nombrado en su honor.

## Lista de jefes abodritas
- Witzlaus I (-700)
- Aribert I (700-724)
- Aribert II (724-747)
- Vitzlao (Witzlaus II) (747-795)

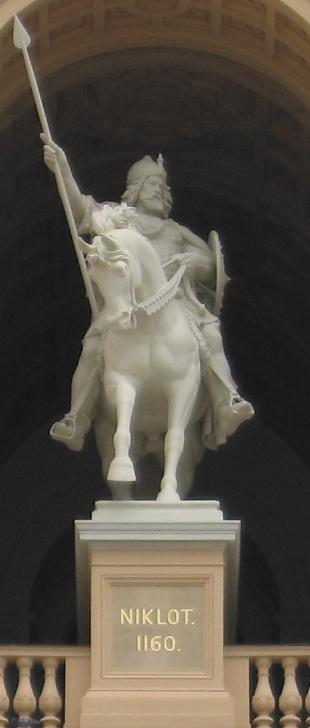
Niklot (1090-1160), jefe de la confederación abodrita

- Drasco (Thrasco o Drożko) (795-808)
- Eslavomir (810-818)
- Ceadrago (819-después de 826)
- Selibur
- Nakon (954-966)
- Mistivoi (966-995)
- Mieceslao III (n. 919; gobernó en 999)
- Mistislav (996-1018)
- Udo o Przybigniew (1018-1028)
- Ratibor (1028-1043)
- Godescalco de los wendos (Gottschalk) (1043-1066)
- Budivoi (1066 y 1075)
- Kruto (1066-1069 y 1069-1093)
- Enrique (1093-1127)
- Canuto Lavard (1128-1131)
- Niklot (1090–1160), príncipe de los abodritas eslavos
- Pribislav (1160–1167, último príncipe abodrita. Aceptó la soberanía sajona en 1167.

Los gobernantes posteriores a éstos se clasifican dentro de los duques y archiduques de Mecklemburgo.